# 조선아동문화협회

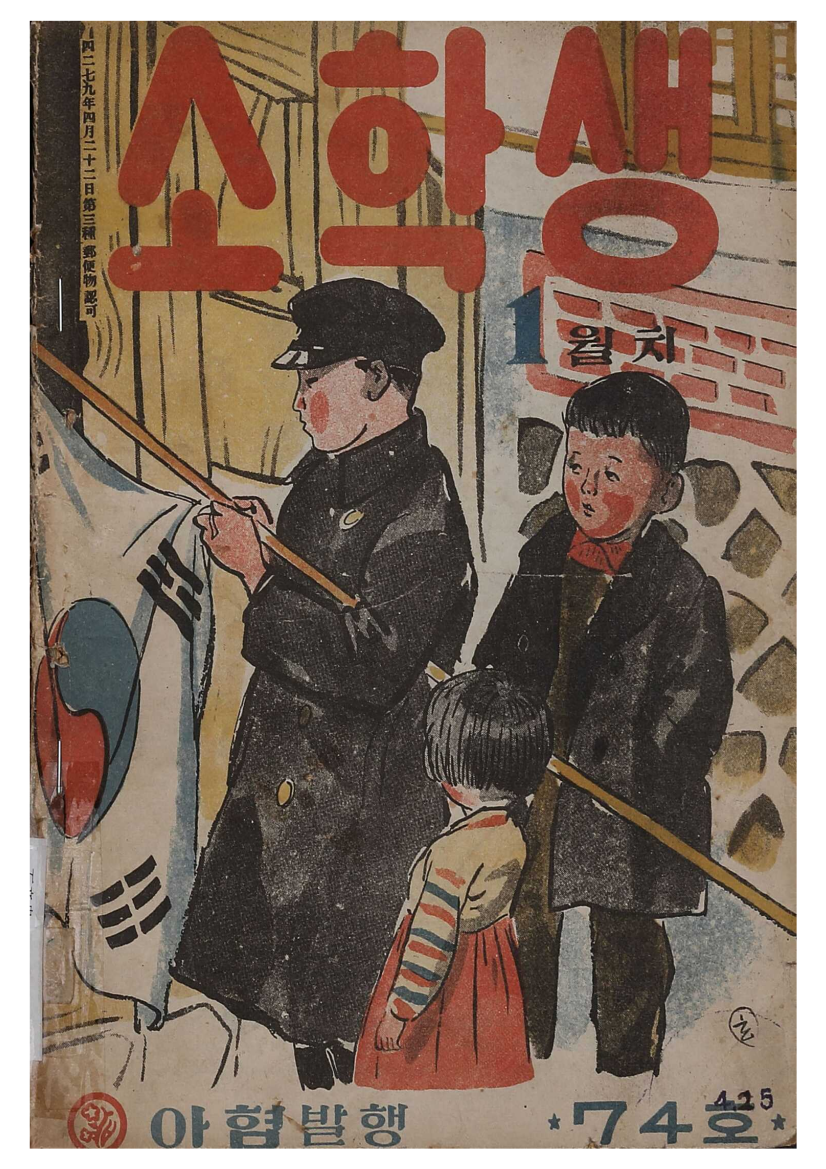
조선아동문화협회의 잡지 《소학생》

조선아동문화협회(朝鮮兒童文化協會)는 1945년 9월 발족한 아동문학 단체이다. 을유문화사를 창립한 윤석중, 조풍연 등이 주축이 되어 아동 잡지인 《소학생》을 발간하였다. 문학뿐만 아니라 아동문화 전반에 걸쳐 활동하여 《조선음악독본》, 《조선동요백선》과 같은 동요 보급에도 힘썼고, 《토끼와 원숭이》와 같은 만화책도 발간하였다.

## 창립
조선아동문화협회는 을유문화사의 여러 부대 사업 가운데 아동과 관련한 사업을 위해 조직된 단체였다. 이 사업을 주도한 윤석중은 《낮에 나온 반달》 등의 여러 동시와 동요 가사를 지은 아동문학가이다. 이들은 일제강점기 시절 일본어 사용 강요와 한국어 억압 정책으로 피폐해진 국어 교육을 살리기 위해 어린이들의 한글을 보급하고자 각종 컨텐츠를 제작하였다.

## 사업
조선아동문화협회의 대표적인 사업은 잡지 《소학생》의 발간이었다. 1946년 2월 11일 창간한 《소학생》은 해방 이후 첫 주간지이기도 하였다. 얼마간 주간지로 발행되던 《소학생》은 1947년 월간지로 전환되었다. 이후 1950년 5월호까지 발행되던 《소학생》은 한국전쟁이 일어나자 더 이상 발간할 수 없게 된다.
《소학생》은 어린이의 눈높이에 맞추어 여러 가지 소설과 이야기, 만화, 동요 등을 담고 있었으며 당시 여러 방면에서 삽화가로 활약하던 김용환, 김의환 형제가 삽화가로 참여하였다. 아동 소설로는 한국의 작가인 염상섭, 정인택 등의 소설가가 참여하였고 이 외에도 《로빈슨 크루소》, 《걸리버 여행기》, 《정글북》과 같은 외국 소설을 번안하여 소개하였다. 조선아동문화협회는 연재가 완료된 이야기들을 모아 단행본도 발행하였다.
김용환이 그린 만화 《토끼와 원숭이》는 마해송이 쓴 한국을 강점한 일제를 비판하는 우화를 원작으로 하여 제작되었다. 마해송의 원작은 1931년 《어린이》에 연재되다 검열로 연재가 중단되었던 것을 해방 이후 《자유신문》에 다시 연재한 것이다. 조선아동문화협회는 이 원작을 이용하여 만화를 제작하여 창립 직후 인쇄하였다.
김용환의 동생이었던 김의환은 창간 때부터 《소학생》의 삽화가로 참여하였고 월간지 전환 이후 《도술법사》와 같은 만화도 연재하였다.
대구에서는 조선아동문화협회와 긴밀한 협력관계를 맺은 조선아동회가 결성되어 별도의 잡지 《아동》을 발행하였다.